# Yangdong
A vila histórica de Yangdong é uma vila tradicional da Dinastia Joseon. Localiza-se em Gangdong-myeon, à 16 quilômetros ao norte de Jeju, na província de Gyeongsangbuk, na margem do rio Hyeongsan, Coreia do Sul. O Monte Seolchang encontra-se ao norte. A vila tem importância histórica para a Coreia do Sul pois preserva muito da cultura e arquitetura da Dinastia Joseon.
Foi fundada por Son So, com o estabelecimento do clã Son de Wolseong, durante o Século XV. Son So e sua esposa, a filha de Yu Bokha, tiveram uma filha que se casou com Yi Beon, da família Yi de Yeogang e dessa união nasceu Yi Unjeok.

## Galeria

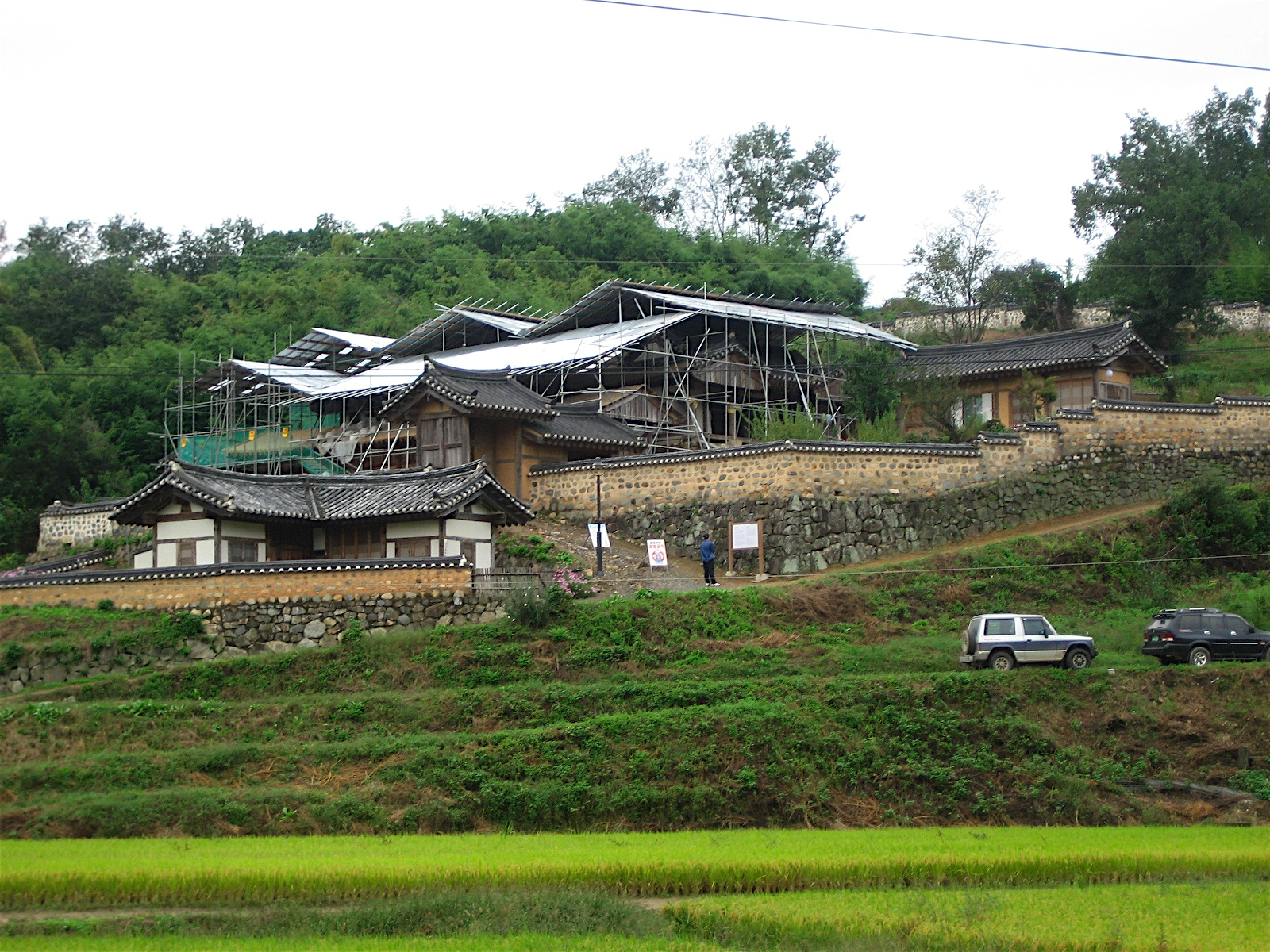
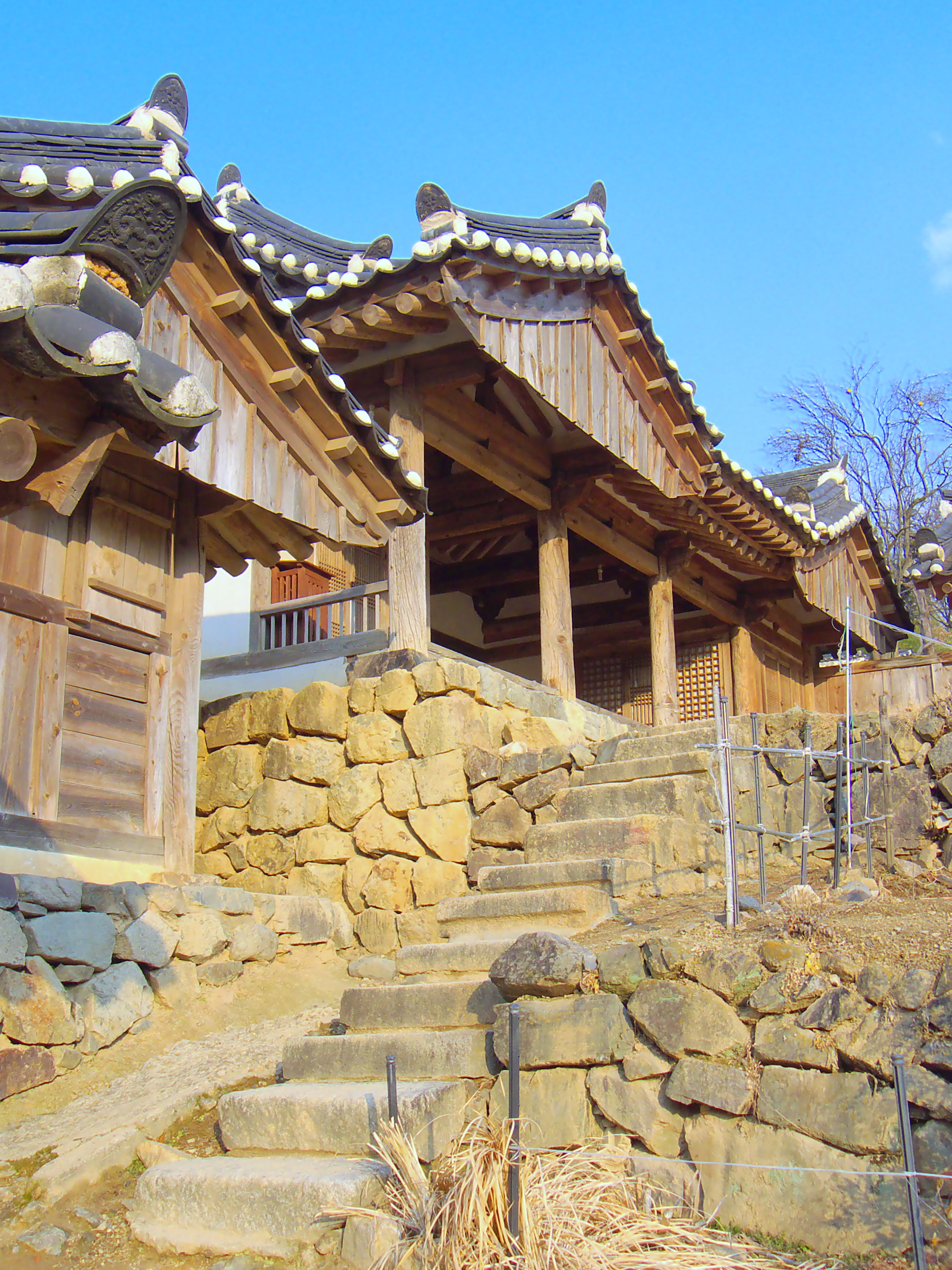
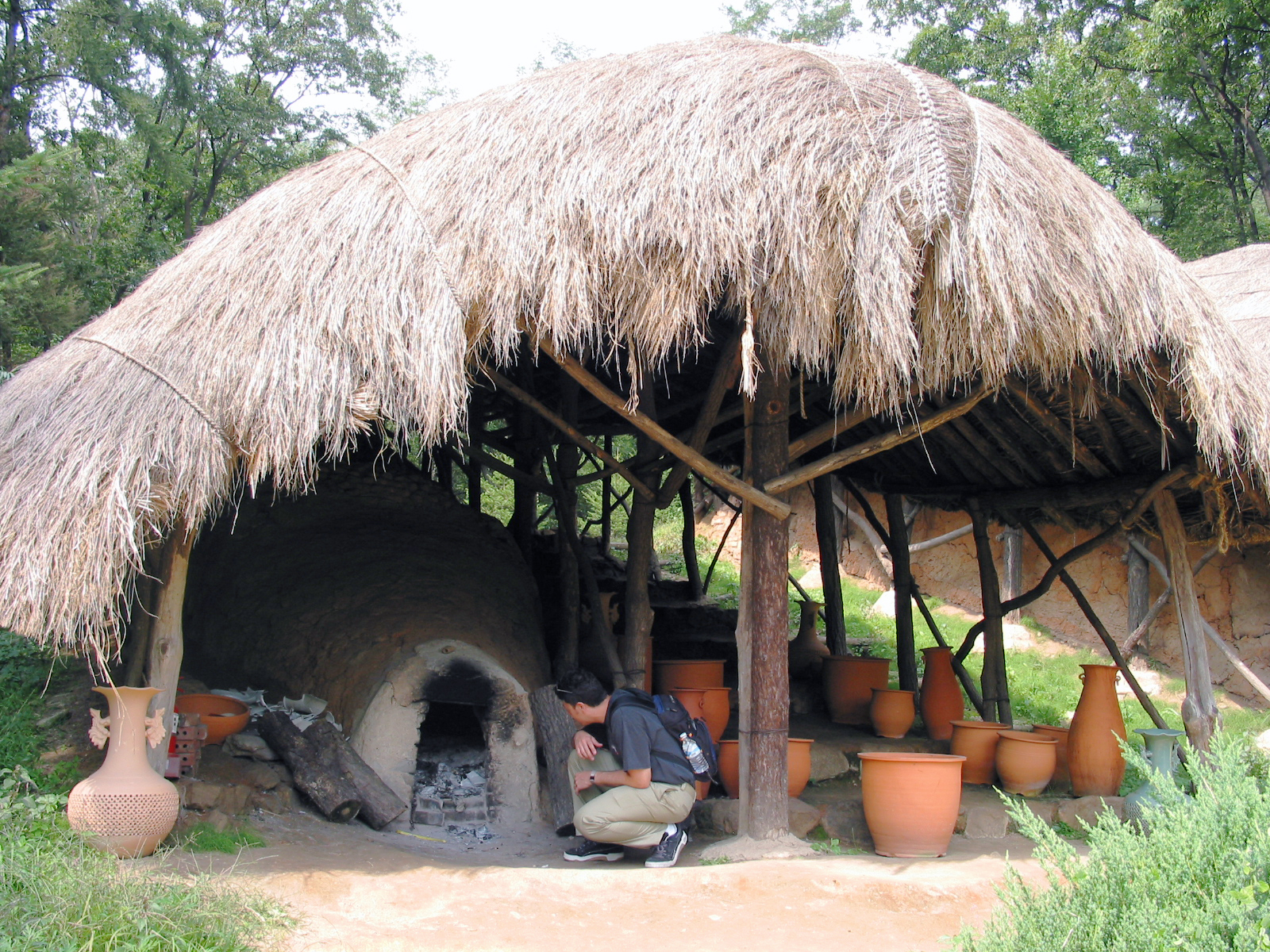

## UNESCO
A UNESCO inscreveu as Aldeias Históricas da Coreia: Hahoe e Yangdong como Patrimônio Mundial por "serem representativas dos vilarejos históriscos de clãs da Coreia do Sul. O seu design e localização refletem a cultura Confuciana aristocrática distinta do início da Dinastia Joseon"